# Aleksandar Čavrić
Aleksandar Čavrić (cyr. Александар Чаврић, ur. 18 maja 1994 w Vukovarze) – serbski piłkarz, grający na pozycji prawego napastnika w Slovanie Bratysława. Były młodzieżowy reprezentant Serbii.

## Klub

### Banat Zrenjanin
Zaczynał karierę w Banacie Zrenjanin. W tym zespole zadebiutował 15 czerwca 2011 roku w meczu przeciwko Mladi Radnik Požarevac (4:2 dla rywali Banatu). Wszedł na boisko w 86. minucie, zastępując Predraga Radosavljevica. Pierwszego gola strzelił 22 października 2011 roku w meczu przeciwko Radnički Nisz (2:3 dla klubu Aleksandara). Do bramki rywali trafił w 41. minucie. Łącznie zagrał 11 meczów i strzelił gola.

### OFK Beograd
1 lipca 2012 roku przeniósł się do OFK Beograd. W tym klubie zadebiutował 11 sierpnia 2012 roku w meczu przeciwko FK Donji Srem (0:1 dla rywali klubu z Belgradu). Wszedł na boisko w 70. minucie, zastępując Marko Pavlovskiego. Pierwszego gola strzelił 2 listopada 2013 roku w meczu przeciwko Javorowi Ivanjica (1:3 dla klubu Čavricia). Do siatki trafił w 58. minucie. Pierwszą asystę zaliczył 23 sierpnia 2014 roku w meczu przeciwko Napredakowi Kruševac (2:4 dla stołecznego zespołu). Asystował przy golu Milana Gajicia w 49. minucie, a w dodatku sam strzelił dwie bramki. Łącznie zagrał 54 mecze, strzelił 14 bramek i miał 2 asysty.

### KRC Genk
1 września 2014 roku przeszedł za 1,5 mln euro do KRC Genk. W belgijskim klubie zadebiutował 20 września 2014 roku w meczu przeciwko Royal Excel Mouscron (1:2 dla Genku). Łącznie zagrał 18 spotkań w lidze.

### Aarhus GF
29 sierpnia 2015 roku został wypożyczony do Aarhus GF. W Danii zadebiutował 18 września 2015 roku w meczu przeciwko SönderjyskE Fodbold (1:2 dla rywali Serba). Wszedł na boisko w 69. minucie, zastąpił Ahmeda Yasina. Pierwszą asystę 18 października 2015 roku w meczu przeciwko FC Nordsjaelland (3:0). Asystował przy golu Mate Vatsadze. Pierwszego gola strzelił 4 grudnia 2015 roku w meczu przeciwko FC Midtjylland (2:1 dla zespołu z Aarhus). Do siatki trafił w 3. minucie. Łącznie zagrał 19 meczów, strzelił gola i miał 2 asysty.

### Slovan Bratysława
6 września 2016 roku trafił do Slovana Bratysława. W słowackim klubie zadebiutował 16 września 2016 roku w meczu przeciwko Spartakowi Myjava (1:2 dla rywali Serba). Wszedł na boisko w 57. minucie, zastępując Granwalda Scotta. Pierwszą asystę zaliczył 24 września 2016 roku w meczu przeciwko AS Trencin (2:1 dla zespołu z Trenczyna). Asystował przy golu Joeriego de Kampsa w 29. minucie. Pierwszego gola strzelił 1 października 2016 roku w meczu przeciwko Zemplinowi Michalovice (3:1 dla klubu z Bratysławy). Do siatki trafił w 19. minucie. Łącznie zagrał 133 mecze, strzelił 28 goli i miał 23 asysty. Czterokrotnie zdobywał mistrzostwo i puchar Słowacji.

## Reprezentacja
Zagrał 10 meczów i strzelił gola w reprezentacji U-19.
W reprezentacji U-21 rozegrał 22 spotkania i miał 2 gole.